# Machete Mixtape Gold Edition
Machete Mixtape Gold Edition è una raccolta del collettivo italiano Machete Crew, pubblicata il 30 ottobre 2015 dalla Machete Empire Records.

## Descrizione
Interamente missato da DJ Slait, contiene una selezione di 18 brani originariamente pubblicati nei mixtape Machete Mixtape e Machete Mixtape Vol II, distribuiti gratuitamente dal collettivo nel 2012 attraverso il proprio sito.
L'edizione fisica della raccolta, insieme a un DVD contenente un documentario di 72 minuti, è stata pubblicata all'interno di un cofanetto comprendente anche Machete Mixtape III, BV2 di DJ Slait e l'album di debutto di Kill Mauri Nato per vincere.

## Tracce
1. Nitro, Enigma, El Raton, Raige, Clementino – Ready for War – 3:15
2. Salmo – Disobey (prod. Belzebass) – 2:21
3. Nitro, DJ Slait – We Takin It Back – 3:17
4. El Raton, Nitro, Enigma – Ganja Boat – 2:59
5. Enigma, Jack the Smoker, Salmo – Terminal (prod. Frenetik Beat) – 3:05
6. Clementino, Salmo, Enigma – Machete State of Mind (prod. Bassi Maestro) – 3:04
7. El Raton feat. DJ Slait – Lucifer's Concept – 3:57
8. Salmo – Stupido gioco del rap (prod. Salmo) – 2:19
9. El Raton, Ensi, Salmo, Enigma, Bassi Maestro, Rocco Hunt, Gemitaiz – King's Supreme – 4:12
10. Nitro, DJ Shocca, Enigma – Ego Trap (prod. Bassi Maestro) – 2:16
11. Jack the Smoker – Viaggio nell'aldilà (prod. Fritz da Cat) – 4:03
12. Nitro – Jack e Sally (prod. The Strangers) – 3:03
13. Salmo – Nella pancia dello squalo Remix (prod. The Strangers) – 3:09
14. Enigma – L'uomo contro l'ombra (prod. Breko) – 3:29
15. El Raton – Multicultural Remix (prod. Salmo) – 3:26
16. Salmo – Vai Jack! (prod. Belzebass) – 3:26
17. Mezzosangue – Diventa quello che sei (prod. Squarta) – 1:31
18. Enigma – Olimpiade (prod. Ergobeat) – 2:44